# 养老保险合同
养老保险合同又稱养老金保险合同，是一种商業保险合同，參保人要向保险企业繳納保費，当參保人达到一定的退休年龄或提前退休時，參保人可以獲得保險企業發放的退休金。這和國家運營的基本養老保險以及社會保障基金不同。